# Mase (Svizzera)
Mase (toponimo francese; fino al 1902 Mage) è una frazione di 243 abitanti del comune svizzero di Mont-Noble, nel Canton Vallese (distretto di Hérens).

## Geografia fisica
Mase si trova nella Val d'Hérens.

## Storia

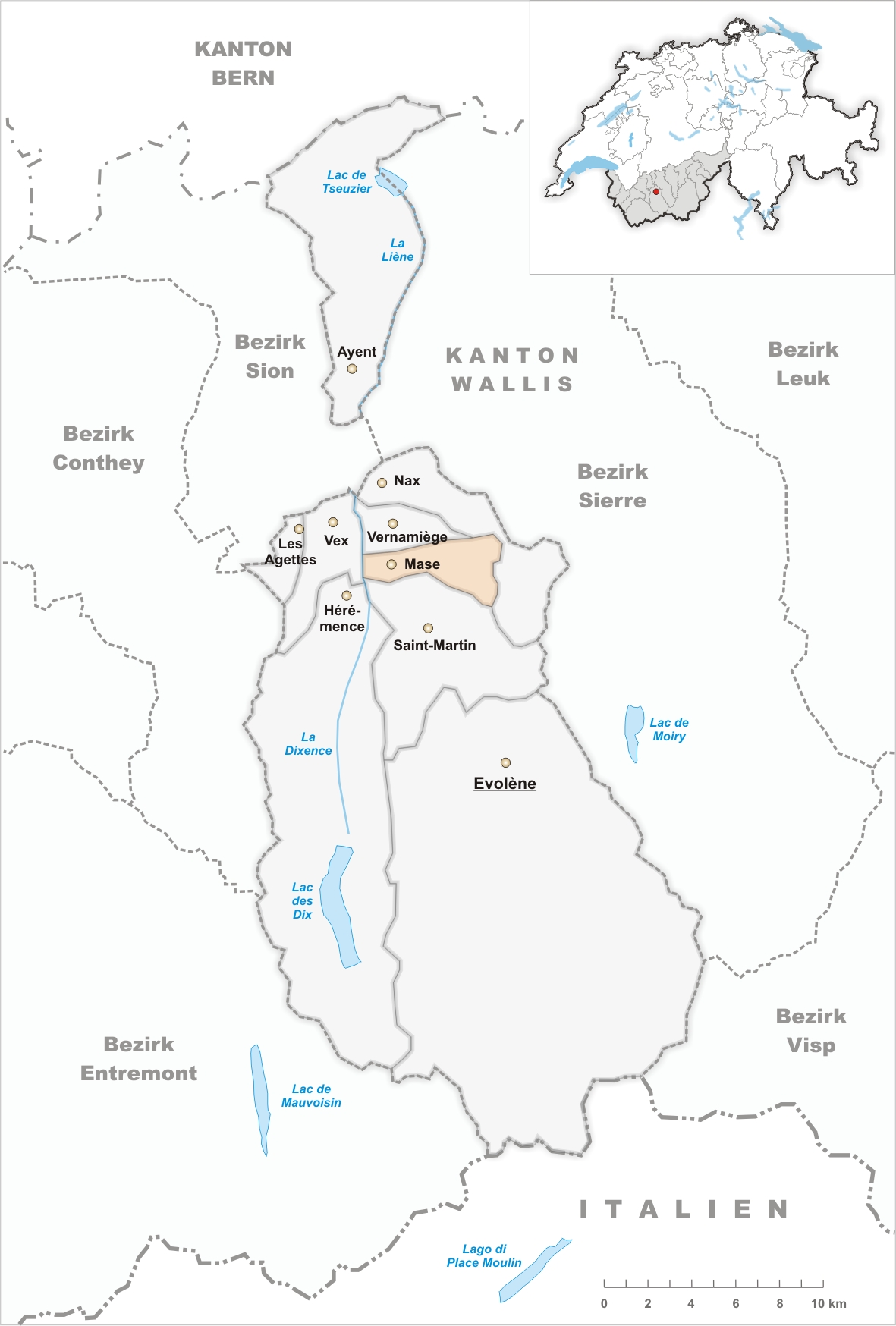
Il territorio del comune di Mase prima degli accorpamenti comunali del 2011

Già comune autonomo che si estendeva per 11,1 km², nel 2011 è stato accorpato agli altri comuni soppressi di Nax e Vernamiège per formare il nuovo comune di Mont-Noble.

## Monumenti e luoghi d'interesse
- Chiesa parrocchiale cattolica di Santa Maria Maddalena, attestata dal XII secolo e ricostruita nel 1483[1].

## Società

### Evoluzione demografica
L'evoluzione demografica è riportata nella seguente tabella:
Abitanti censiti

## Amministrazione
Ogni famiglia originaria del luogo fa parte del cosiddetto comune patriziale e ha la responsabilità della manutenzione di ogni bene ricadente all'interno dei confini della frazione.